# One of Us (Lost)
"One of Us" er det 63. afsnit af tv-serien Lost. Episoden blev instrueret af Jack Bender og skrevet af Carlton Cuse & Drew Goddard. Det blev første gang udsendt 11. april 2007, og karakteren Juliet Burke vises i afsnittets flashbacks.